# Konfirmatorische Faktorenanalyse

Diagramm einer konfirmatorischen Faktorenanalyse, die vier Items stellen den Faktor dar.

Die konfirmatorische Faktorenanalyse (confirmatory factor analysis, CFA) ist als eine spezielle Form der Faktorenanalyse ein statistisches Verfahren, das besonders in der sozialwissenschaftlichen Forschung Anwendung findet. Sie dient dazu, zu überprüfen, ob die Messgrößen eines Konstrukts mit dem theoretischen Verständnis dieses Konstrukts übereinstimmen. Im Gegensatz zur exploratorischen Faktorenanalyse (exploratory factor analysis, EFA), die darauf abzielt, unbekannte Strukturen zu identifizieren, prüft die CFA, ob die empirischen Daten mit einem vorab definierten, theoretischen Modell in Einklang stehen. Dieses Modell basiert auf bestehenden Theorien oder vorherigen Forschungsergebnissen.
Die CFA wurde erstmals 1969 von Jöreskog entwickelt und ersetzte frühere Methoden zur Überprüfung der Konstruktvalidität, wie etwa die Multitrait-Multimethod-Matrix (MTMM) von Campbell und Fiske (1959).

## Vorgehen
Bei der konfirmatorischen Faktorenanalyse (CFA) handelt es sich um eine Methode, bei der der Forscher von Anfang an eine klare Hypothese darüber aufstellt, welche latenten Faktoren die beobachteten Indikatorvariablen beeinflussen. Diese Hypothesen basieren in der Regel auf bestehenden Theorien, Voruntersuchungen oder konzeptionellen Modellen, die dem Forscher eine fundierte Vorstellung davon vermitteln, wie die zugrunde liegende Struktur des Messinstruments aussehen sollte. Ein zentraler Aspekt der CFA ist es, die Modellstruktur auf diese theoretischen Annahmen zu begrenzen, um zu testen, ob die empirischen Daten mit dem festgelegten Modell übereinstimmen.
Ein typisches Beispiel: Angenommen, ein Forscher möchte untersuchen, ob „Depression“ als latenter Faktor (nicht direkt messbar) hinter verschiedenen Messinstrumenten wie dem Beck-Depressionsinventar (BDI) und der Hamilton-Bewertungsskala für Depression (HAMD) steckt. Hierbei würde der Forscher zunächst annehmen, dass der zugrunde liegende Faktor „Depression“ die beobachteten Antwortmuster auf diese Instrumente erklärt. In der CFA wird dann eine Hypothese formuliert, dass alle Items, die die Depression messen, auf denselben latenten Faktor laden, und der Forscher könnte zusätzlich annehmen, dass es zwischen den beiden Skalen (BDI und HAMD) keine direkte Korrelation gibt.
Der nächste Schritt in der CFA besteht darin, zu testen, wie gut das Modell die Kovarianzen zwischen den Indikatorvariablen erklären kann. In diesem Fall werden Modellanpassungsmaße berechnet, um zu beurteilen, wie gut das spezifizierte Modell die Beziehungen zwischen den Indikatorvariablen beschreibt. Zu den gängigen Anpassungsmaßen gehören der Chi-Quadrat-Test, der Comparative Fit Index (CFI) (Vergleichender Fit-Index) und der Root Mean Square Error of Approximation (RMSEA) (Mittlerer quadratischer Approximationsfehler). Wenn diese Maße darauf hindeuten, dass das Modell gut zu den empirischen Daten passt, werden die Annahmen des Modells als bestätigt angesehen, und die globale Nullhypothese, dass das Modell gut zu den Daten passt, bleibt bestehen. Wenn die Anpassung des Modells jedoch als unzureichend bewertet wird, deutet dies darauf hin, dass das Modell nicht mit den Daten übereinstimmt. In solchen Fällen könnte es erforderlich sein, die Modellstruktur zu überprüfen, um zu sehen, ob Anpassungen notwendig sind, oder um festzustellen, ob bestimmte Annahmen falsch sind.
Ein häufiger Grund für eine schlechte Modellanpassung ist, dass einige Indikatorvariablen möglicherweise nicht nur ein Konstrukt messen, sondern auch mit anderen latenten Faktoren verbunden sind. Wenn zum Beispiel ein Item sowohl das Konstrukt „Depression“ als auch das Konstrukt „Angst“ misst, könnte die Annahme, dass es nur einem einzigen Faktor zugeordnet ist, das Modell verzerren und zu einer schlechten Passung führen. Auch wenn einige Items innerhalb eines Faktors stärker miteinander korrelieren als andere, kann dies die Passung des Modells beeinflussen und zu ungenauen Ergebnissen führen. In solchen Fällen könnte es erforderlich sein, die Spezifikation des Modells zu ändern, indem zusätzliche Beziehungen oder Kreuzladungen zwischen den Faktoren berücksichtigt werden.
Es gibt jedoch Fälle, in denen die strenge Vorgabe von „Nullladungen“ – also die Annahme, dass bestimmte Indikatoren überhaupt nicht mit einem bestimmten Faktor in Beziehung stehen – als zu restriktiv angesehen wird. Dies bedeutet, dass einige Indikatoren potenziell mehrere latente Faktoren beeinflussen könnten, was in der ursprünglichen CFA-Spezifikation nicht vorgesehen war. Dies führt zu einer stärkeren Flexibilität bei der Modellierung der Beziehungen zwischen den Indikatoren und den latenten Variablen. Eine neuere Methode, die in solchen Fällen verwendet werden kann, ist die „Explorative Strukturgleichungsmodellierung“ (Exploratory Structural Equation Modeling, ESEM), die es ermöglicht, die Beziehungen zwischen den beobachteten Indikatoren und den angenommenen latenten Faktoren zu spezifizieren und gleichzeitig auch Ladungen von Indikatoren auf mehrere latente Faktoren zu schätzen. Diese Methode erlaubt es, die Annahme von strikten Nullladungen aufzuheben und gleichzeitig ein Modell zu erhalten, das die Komplexität der Beziehungen zwischen den Variablen besser widerspiegeln kann. Darüber hinaus erweitern Strukturgleichungsmodelle allgemein die Möglichkeiten zur Modellierung von komplexen Beziehungen zwischen latenten und manifesten (beobachteten) Variablen und ermöglichen es, sowohl die Mess- als auch die Strukturkomponenten von Daten simultan zu schätzen, was zu einer umfassenderen Analyse von Kausalzusammenhängen führt.

## Statistisches Modell

### Grundlagen
Das statistische Modell der konfirmatorischen Faktorenanalyse (CFA) basiert auf einer mathematischen Gleichung, die die Beziehung zwischen den beobachteten Variablen (Indikatoren) und den latenten Variablen (Faktoren) beschreibt. Ein grundlegendes Modell der CFA wird häufig in der folgenden Form dargestellt:
{\displaystyle Y=\Lambda \xi +\epsilon }
Dabei sind:
- {\displaystyle Y} der Vektor der beobachteten Variablen (oder Indikatoren), der als {\displaystyle p\times 1}-Vektor beschrieben wird. Diese Variablen sind messbar und repräsentieren die Antworten oder Daten, die in der Analyse verwendet werden.
- {\displaystyle \xi } die latente Variable ist, die nicht direkt messbar ist. Sie wird durch die beobachtbaren Variablen (Indikatoren) im Modell beschrieben und stellt ein theoretisches Konzept dar, das durch die Messungen indirekt erfasst wird. In der obigen Formel handelt es sich um eine k-dimensionale latente Variable, wobei k die Anzahl der latenten Variablen ist.
- {\displaystyle \Lambda } ist die Faktorladungsmatrix, die die Beziehung zwischen den beobachteten Variablen und den latenten Variablen beschreibt. Sie gibt an, wie stark jede beobachtete Variable mit der jeweiligen latenten Variablen korreliert. Diese Matrix hat eine Dimension von {\displaystyle p\times k}, wobei {\displaystyle p} die Anzahl der beobachteten Variablen und {\displaystyle k} die Anzahl der latenten Variablen ist. Jede Zahl in der Matrix stellt eine Faktorladung dar.
- {\displaystyle \epsilon } sind die Fehlerterme oder Residuen. Diese Fehlerterme erfassen die Abweichungen zwischen den tatsächlichen beobachteten Werten und den durch das Modell vorhergesagten Werten. Da die beobachteten Variablen nur unvollkommene Maße für die latente Variable darstellen, sind diese Fehler notwendig, um die Ungenauigkeiten oder Zufälligkeiten in den Messungen zu erfassen.

### Annahmen und Struktur des CFA-Modells
Das CFA-Modell basiert auf mehreren wichtigen Annahmen, die die Grundlage für seine Anwendung und Interpretation bilden:
1. Lineare Beziehung zwischen den latenten und beobachteten Variablen: Es wird angenommen, dass jede beobachtete Variable (Indikator) eine lineare Funktion der zugrunde liegenden latenten Variablen (Faktoren) ist. Das bedeutet, dass die beobachteten Variablen durch eine Kombination latenter Variablen beeinflusst werden. Die Stärke dieser Beziehung wird durch die Faktorladungen (die Elemente der Matrix {\displaystyle \Lambda }) bestimmt. Zum Beispiel könnte ein Fragebogenitem zur Messung von „Depression“ eine lineare Funktion des latenten Faktors „Depression“ sein, wobei die Stärke der Beziehung durch die Faktorladung festgelegt wird.
2. Unabhängigkeit der Fehlerterme: In vielen CFA-Modellen wird angenommen, dass die Fehlerterme ({\displaystyle \epsilon }) der verschiedenen beobachteten Variablen unabhängig voneinander sind. Diese Annahme bedeutet, dass Messfehler in einer Variablen nicht mit Messfehlern in einer anderen Variablen korreliert sind. Diese Unabhängigkeit vereinfacht das Modell und ermöglicht eine klarere Interpretation der Beziehungen zwischen den latenten Variablen und den beobachteten Indikatoren. Wenn diese Annahme jedoch verletzt wird (z. B. wenn es eine nicht modellierte Quelle von Fehlern gibt, die mehrere Indikatoren betrifft), kann dies die Ergebnisse verfälschen und zu einer schlechten Modellanpassung führen.
3. Messfehler: Da die beobachteten Variablen nur unvollkommene Maße für die latenten Variablen sind, enthält das Modell Messfehler. Diese Fehler, die im Vektor {\displaystyle \epsilon } zusammengefasst werden, spiegeln die Differenz zwischen den tatsächlichen (empirischen) Werten und den durch das Modell vorhergesagten Werten wider. Messfehler sind unvermeidlich, da keine Messung perfekt ist. Das CFA-Modell versucht, diese Fehler zu berücksichtigen, um die wahre Struktur der latenten Variablen besser zu schätzen und zu verstehen. Wenn Messfehler nicht berücksichtigt werden, könnte dies zu einer verzerrten Schätzung der latenten Variablen und damit zu falschen Schlussfolgerungen führen.

### Bewertung der Modellanpassung
Bei der konfirmatorischen Faktorenanalyse (CFA) kommen verschiedene statistische Tests zum Einsatz, um die Güte der Modellanpassung zu bewerten und zu bestimmen, wie gut das Modell mit den empirischen Daten übereinstimmt. Es ist jedoch wichtig zu betonen, dass eine hohe Übereinstimmung zwischen dem Modell und den Daten nicht automatisch bedeutet, dass das Modell „richtig“ ist oder dass es einen großen Teil der Kovarianz erklärt. Eine „gute Modellanpassung“ signalisiert lediglich, dass das Modell plausibel ist und die zugrunde liegende Struktur einigermaßen treffend widerspiegelt.
Bei der Berichterstattung über die Ergebnisse einer konfirmatorischen Faktorenanalyse ist es entscheidend, eine vollständige und transparente Darstellung des Modells zu liefern. Dazu gehören unter anderem: a) die vorgeschlagenen Modelle, b) alle vorgenommenen Änderungen während des Anpassungsprozesses, c) die Maße, die zur Identifikation jeder latenten Variablen verwendet wurden, d) die Korrelationen zwischen den latenten Variablen und e) alle weiteren relevanten Informationen, wie etwa die Anwendung von Einschränkungen.
Was die Auswahl der Modellanpassungsstatistiken betrifft, so werden häufig mehrere Maße empfohlen, um eine umfassende Beurteilung der Modellgüte zu ermöglichen. Dazu gehören der Chi-Quadrat-Test, der mittlere quadratische Approximationsfehler (RMSEA), der vergleichende Anpassungsindex (CFI) sowie das standardisierte mittlere quadratische Residuum (SRMR). Diese Kennzahlen bieten verschiedene Perspektiven auf die Modellanpassung, wobei der Chi-Quadrat-Test die allgemeine Übereinstimmung des Modells mit den Daten bewertet, der RMSEA die Präzision des Modells in Bezug auf die Nähe zur wahren Struktur beschreibt, der CFI den Vergleich zur Nullhypothese misst und der SRMR die mittleren Residuen der Modellvorhersagen darstellt.

#### Chi-Quadrat-Test
Der Chi-Quadrat-Test misst die Differenz zwischen der beobachteten und der erwarteten Kovarianzmatrix. Je näher der Wert an null liegt, desto besser passt das Modell, da dies eine geringere Differenz zwischen den erwarteten und beobachteten Kovarianzmatrizen anzeigt. Darüber hinaus kann der Chi-Quadrat-Test verwendet werden, um die Anpassung von verschachtelten Modellen direkt zu vergleichen. Ein Nachteil des Chi-Quadrat-Tests für die Modellanpassung ist jedoch, dass bei kleinen Stichprobengrößen ein unangemessenes Modell möglicherweise nicht abgelehnt wird, während bei großen Stichprobengrößen ein passendes Modell möglicherweise abgelehnt wird.

#### Mittlerer quadratischer Approximationsfehler (RMSEA)
Der mittlere quadratische Approximationsfehler (RMSEA) umgeht Probleme, die durch die Stichprobengröße entstehen, indem er die Diskrepanz zwischen dem postulierten Modell mit optimal geschätzten Parametern und der Kovarianzmatrix der Population analysiert. Der RMSEA-Wert liegt zwischen 0 und 1, wobei kleinere Werte eine bessere Modellanpassung anzeigen.
Ein Wert von 0,06 oder weniger wird allgemein als Hinweis auf eine akzeptable Modellanpassung betrachtet. Es wurde jedoch auch gezeigt, dass RMSEA in Kombination mit dem Standardized Root Mean Square Residual (SRMR) besonders empfindlich auf falsch spezifizierte Modelle reagiert. Kombinationen von RMSEA > .05 (oder .06) und SRMR > .06 (oder höheren Werten wie .07, .08 oder .09) haben sich als wirksam erwiesen, um falsch spezifizierte Modelle zu identifizieren. Diese Kombinationen ermöglichen eine präzisere Modellbewertung, während sie gleichzeitig akzeptable Fehlerquoten bei korrekt spezifizierten Modellen beibehalten. Besonders bevorzugt werden dabei Kombinationen wie RMSEA > .06 und SRMR > .09 oder .10, da sie die geringsten Fehlerquoten aufweisen und daher für die Modellbewertung optimal geeignet erscheinen.

#### Mittleres quadratisches Residuum (RMR) und standardisiertes mittleres quadratisches Residuum (SRMR)
Das mittlere quadratische Residuum (RMR) und das standardisierte mittlere quadratische Residuum (SRMR) quantifizieren die Differenz zwischen der Kovarianzmatrix der Stichprobe und derjenigen des postulierten Modells, indem sie die Quadratwurzel dieser Diskrepanz berechnen. Ein Nachteil des RMR liegt jedoch darin, dass seine Interpretation durch die Abhängigkeit vom Maßstab der verwendeten Indikatoren erschwert wird. Dies stellt insbesondere dann ein Problem dar, wenn unterschiedliche Skalen verwendet werden, etwa bei zwei Fragebögen, von denen einer auf einer Skala von 1 bis 7 und der andere auf einer Skala von 1 bis 5 basiert. Das SRMR hingegen überwindet diese Schwierigkeit, da es die Werte standardisiert und somit die Vergleichbarkeit zwischen verschiedenen Modellen oder Indikatoren erleichtert. Auch das SRMR liegt im Bereich von 0 bis 1, wobei Werte von 0,08 oder niedriger allgemein als Indikator für eine gute Anpassung des Modells gelten.